# Flurtjärnen, Hälsingland
Flurtjärnen är en sjö i Bollnäs kommun i Hälsingland och ingår i Ljusnans huvudavrinningsområde. Sjön har en area på 0,114 kvadratkilometer och ligger 295,9 meter över havet. Flurtjärnen ligger i Andersvallsslåtten Natura 2000-område. Sjön avvattnas av vattendraget Andån.

## Delavrinningsområde
Flurtjärnen ingår i det delavrinningsområde (682672-151268) som SMHI kallar för Utloppet av Flurtjärnen. Medelhöjden är 310 meter över havet och ytan är 2,03 kvadratkilometer. Det finns ett avrinningsområde uppströms, och räknas det in blir den ackumulerade arean 25,51 kvadratkilometer. Andån som avvattnar avrinningsområdet har biflödesordning 3, vilket innebär att vattnet flödar genom totalt 3 vattendrag innan det når havet efter 87 kilometer. Avrinningsområdet består mestadels av skog (67 procent) och sankmarker (27 procent). Avrinningsområdet har 0,11 kvadratkilometer vattenytor vilket ger det en sjöprocent på 5,6 procent.